# Dael (Adelsgeschlecht)

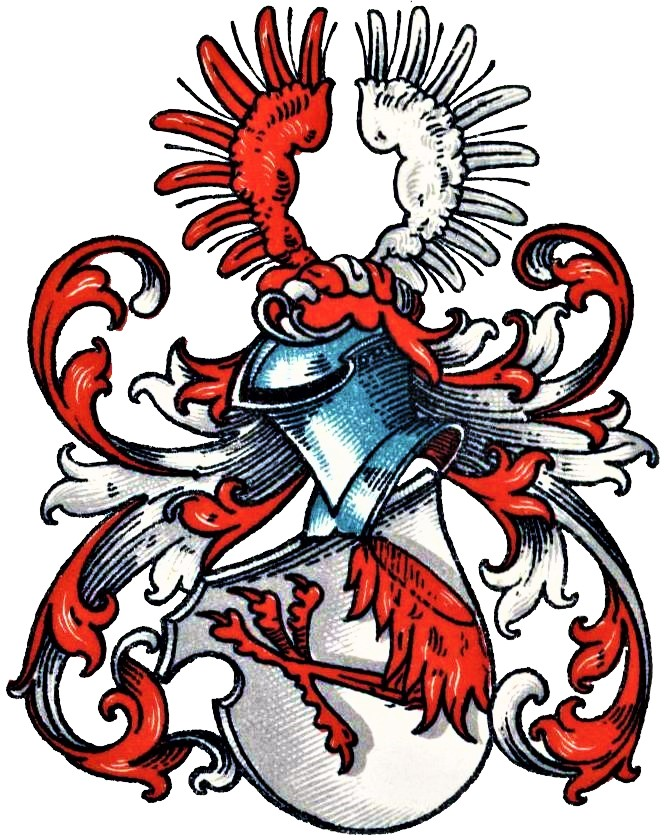
Wappen derer von Dael im Wappenbuch des Westfälischen Adels

Dael bzw. Daël ist der Name eines westfälischen Adelsgeschlechts.
Das hier behandelte Geschlecht ist von dem ebenfalls westfälischen Adelsgeschlecht Dahl, das auch Dael geschrieben wurde, zu unterscheiden.

## Geschichte
Bei der Familie handelt es sich um ein namhaftes Soester Patrizier- und Stadtadelsgeschlecht des 15. bis 18. Jahrhunderts. Die Familie war insbesondere zu Soest und Lippstadt begütert. Hinzu kam Haus Grimminghausen im ehemaligen Landkreis Altena (urkundl. 1642–1686). In Soest saß die Familie im Hohen Wege, auf dem Burghof und im Steingraben. Darüber hinaus hatte die Familie über Jahrhunderte hinweg Salinenanteile in Sassendorf.
Die Familie stammte aus Geseke. Von dort zogen zwei Söhne, Johann und Gobel, des dort für die 1560er Jahre nachweisbaren Gobel von Dael und dessen Ehefrau Aleke Düster im letzten Viertel des 16. Jahrhunderts nach Soest. Durch ihre Ehen mit Töchtern aus den Patrizierfamilien Bockum-Dolffs und Klepping gelangten sie schnell in das Soester Patriziat und die Stern-Gesellschaft. Johanns Söhne zogen später nach Lippstadt. Die Nachkommen Gobels und seiner Ehefrau Marie, Tochter des Soester Bürgermeister Johann Klepping, breiteten sich in Soest in drei Linien aus und stellten in fast zwei Jahrhunderten zahlreiche Ratsherren und sieben Bürgermeister. In Soest starb das Geschlecht mit dem Tod von Andreas Nikolaus von Dael im Jahr 1767 aus.
1702 erscheint ein preußischer Capitain von Dael im Altpreußischen Infanterieregiment No. 17 „von Sydow“. 1787 wurde ein von Dael Fähnrich im in Westfalen stationierten Altpreußischen Infanterieregiment No. 44 unter Friedrich Wilhelm von Gaudi. 1794 war er Sekondeleutnant im selben Regiment unter Franz Georg Gneomar von Kunitzky und 1806 Stabskapitän im selben Regiment unter Christian Alexander von Hagken. 1816 wurde er als Major beim 6. Rheinischen Landwehr-Regiment pensioniert.

## Persönlichkeiten
- Johann von Dael († 1497), Soester Bürgermeister 1497
- Gobel von Dael († 1537), Soester Bürgermeister 1500–1502, 1504–1506, 1508–1510, 1512–1514, 1516–1518, 1520–1522, 1524–1526, 1528–1530, 1536–1537
- Andreas von Dael († 1558), Soester Bürgermeister 1553–1555, 1556–1558
- Gobel von Dael († 1586), Soester Bürgermeister 1558–1559, 1561–1563, 1564–1566, 1570–1572, 1573–1575, 1576–1578, 1580–1582, 1583–1585
- Johann von Dael († 1607), Soester Bürgermeister 1602–1604, 1606–1607
- Johann von Dael († 1641), Soester Bürgermeister 1631–1633, 1636–1638
- Andreas von Dael († 1686), Soester Bürgermeister 1665–1667, 1669–1671, 1673–1675, 1677–1679, 1682–1684, 1685–1686

## Wappen
Blasonierung: In Silber nach rechts greifende rote Vogel- oder Greifenklaue. Auf dem rot-silbern bewulsteten Helm ein offener Flug, der rechte Flügel rot, der linke Flügel silbern. Die Helmdecken sind rot-silbern.